# Canal del Portarró
La Canal del Portarró, és, malgrat el nom de canal, un barranc del terme de la Torre de Cabdella, dins de l'antic terme primigeni d'aquest municipi.
Es forma a sota de lo Portarró, a llevant del Tossal d'Astell, a 2.435,5 m. alt., i davalla cap al sud-est, per anar a formar lo Carant, barranc del qual és, de fet, la capçalera. Constitueix el seu redòs de ponent el Serrat de Plan de Toralla.